# Éclipse solaire du 15 janvier 2010
L'éclipse solaire du 15 janvier 2010 est une éclipse solaire annulaire, c'est la 8e éclipse annulaire du XXIe siècle.
L'éclipse, visible sur un corridor s'étendant de l'Afrique équatoriale à la Chine en passant par l'océan Indien, les Maldives et le sud de l'Inde, a été la plus longue éclipse annulaire du IIIe millénaire avec une durée maximale de 11 min 8 s.

## Caractéristiques
Avec 11 min 8 s, la durée maximale de l'éclipse est la plus longue du XXIe siècle, ainsi que de tout le IIIe millénaire : une éclipse annulaire d'une durée équivalente ne se produira pas avant le 23 décembre 3043 (elle durera 11 min 7,8 s),. Avant cette éclipse annulaire de 2010, la plus longue éclipse annulaire était celle du 4 janvier 1992 (11 min 41 s), qui était aussi son éclipse homologue précédente, du même saros. Par ailleurs, l'éclipse solaire précédente, s'étant produite le 22 juillet 2009, est la plus longue éclipse totale du XXIe siècle (6 min 40 s).
La magnitude de cette éclipse est de 0,9190, c'est-à-dire qu'à sa durée maximale, la Lune a recouvert 91,90 % du diamètre solaire apparent.
L'éclipse du 15 janvier 2010 est la 23e éclipse du saros 141.

## Visibilité

Trajectoire de l'éclipse sur la Terre.

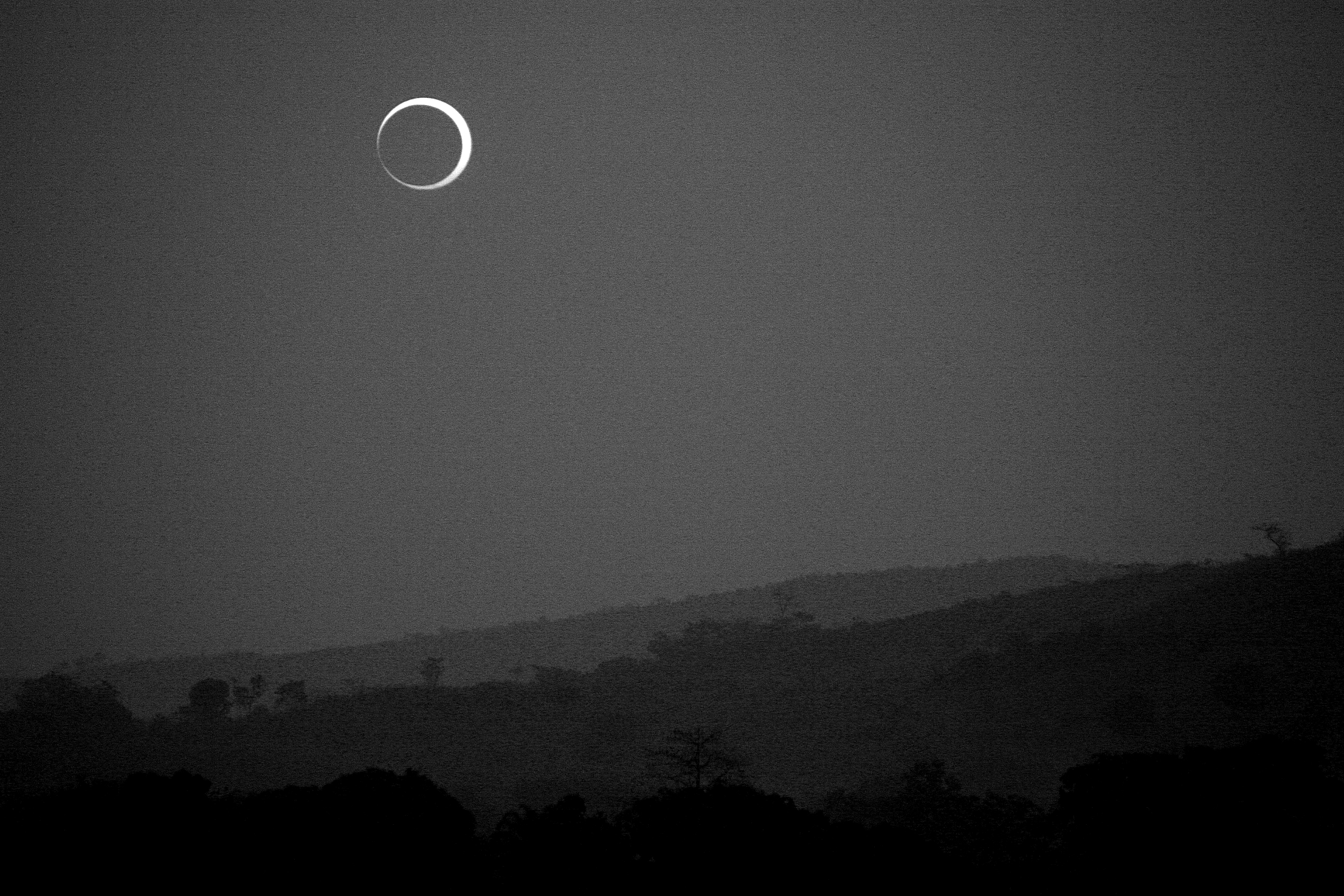
L'éclipse photographiée à Bangui en République centrafricaine, peu après le lever du Soleil.

L'éclipse a débuté au-dessus du continent africain en République centrafricaine, a traversé le Cameroun, la République démocratique du Congo et l'Ouganda, a passé au-dessus de Nairobi au Kenya avant d'atteindre l'océan Indien où elle a atteint sa durée maximale (11 min 8 s).
Elle arriva ensuite aux Maldives où, avec 10 min 40 s, elle a atteint sa durée maximale au-dessus d'une terre émergée. À Malé, la capitale du pays, l'éclipse a débuté à 12:20:20 et s'est terminée à 12:30:06 (heure locale, UTC+05:00). Il s'agissait également de la durée maximale de l'éclipse à proximité d'un aéroport international.
Vers 13:20 IST, l'éclipse entra en Inde à Thiruvananthapuram au Kérala. Thiruvananthapuram a été équipée de télescopes et de moyens d'observations destiné au public. Le centre spatial Vikram Sarabhai, situé à Thiruvananthapuram, analyse l'atmosphère et l'ionosphère pendant le passage de l'éclipse.
Le phénomène a été visible pour 10 min 25 s en Inde et a quitté le pays à Rameswaram, Tamil Nadu. Elle arriva ensuite au Sri Lanka par l'île Delft, le quitta à Jaffna, a traversé le golfe du Bengale et entra à nouveau en Inde au Mizoram. Elle est ensuite passée en Birmanie, puis en Chine, où l'évènement s'est achevé.
En dehors de la bande de 300 km de large où l'éclipse est annulaire, couvrant des parties de l'Afrique centrale, des Maldives, de sud du Kérala et du Tamil Nadu, du Sri Lanka, du Bangladesh, de la Birmanie et de la Chine ; une éclipse partielle a été visible sur la quasi-totalité de l'Afrique, en Europe de l'Est, au Moyen-Orient et en Asie orientale.